# Apenburg
Apenburg ist ein Ortsteil des Fleckens Apenburg-Winterfeld im Altmarkkreis Salzwedel in Sachsen-Anhalt.

## Geographie
Apenburg, ein Dorf mit Kirche, liegt 16 Kilometer südlich von Salzwedel nördlich eines von den Flüssen Purnitz und Milde gebildeten Feuchtgebietes in der Altmark. Im Westen erstreckt sich ein kleines Waldgebiet, und nordöstlich liegen landwirtschaftliche Flächen. Der Ort liegt auf halber Strecke zwischen Salzwedel im Norden und Gardelegen im Süden.
Zur Gemarkung Apenburg (der früheren Gemeinde Apenburg) gehören der Ortsteil Apenburg (der frühere Flecken Groß Apenburg) mit dem Wohnplatz Neue Mühle, sowie die Ortsteile Klein Apenburg und Rittleben.

## Geschichte

### Mittelalter bis Neuzeit

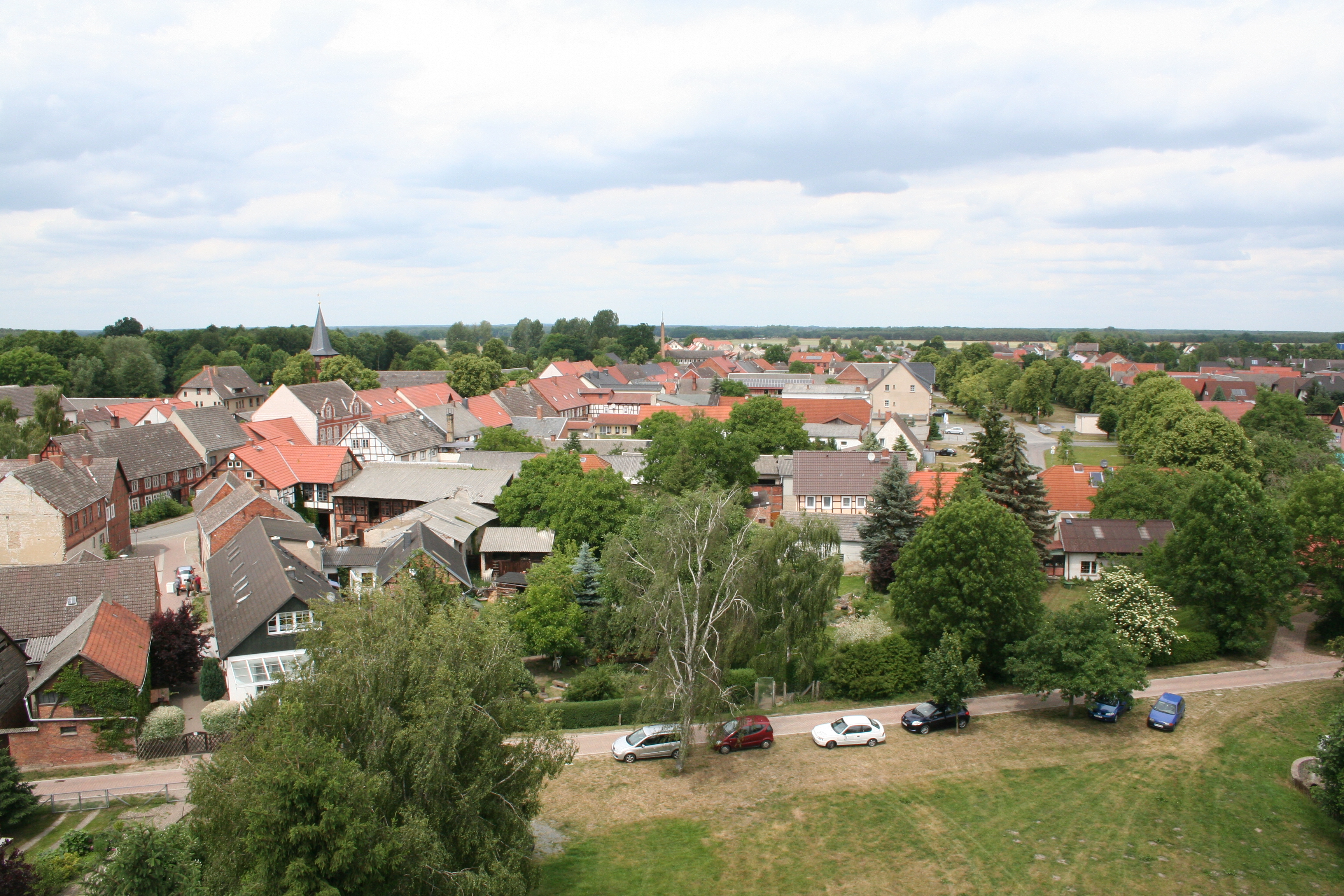
Blick von der Apenburg

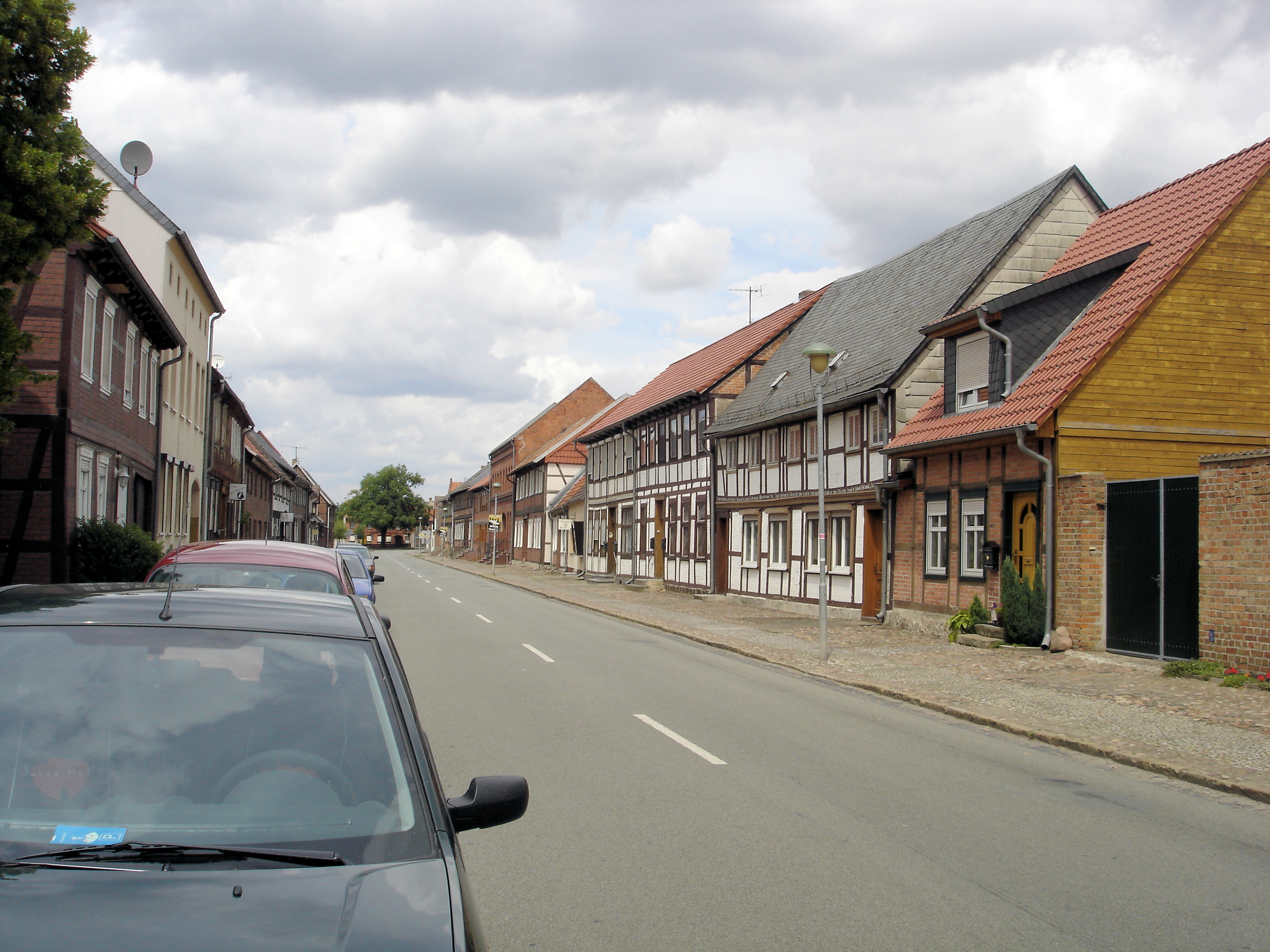
Fachwerkhäuser in der Vorderstraße

Bereits um das Jahr 1000 wird an der Kreuzung der alten Handelsstraßen von Salzwedel nach Klötze sowie von Osterburg nach Beetzendorf eine Burg des Adelsgeschlechtes von Apenborch vermutet, der eine bäuerliche Siedlung zugeordnet war. Die südwestlich des heutigen Ortes lokalisierte Anlage fand 1264 erstmals in historischen Quellen eine Erwähnung. Als 1343 der Markgraf Ludwig gegen Herzog Otto von Braunschweig Krieg führte, wurde die Burg Apenborch und mit ihr wohl auch die Siedlung zerstört. Bereits ein Jahr später erfolgte die Neugründung von Apenburg etwa gleich mit der Burg Apenburg an der heutigen Stelle. Zur gleichen Zeit werden bereits Ratsherren erwähnt, ein Indiz für den Status einer Stadt. Mit der Stadtgründung wurde auch mit dem Bau einer Kirche begonnen. 1351 belehnte der Markgraf die Familie von der Schulenburg mit Burg und Stadt. Der Bau der Burg wurde 1363 vollendet. Die Stadt erhielt eine aus Wall, Graben und zwei Toren bestehende Befestigung, die aber zum Ende des Mittelalters bereits wieder verschwunden war. 1402 wurde Apenburg offiziell das Salzwedeler Stadtrecht verliehen. Dieses blieb bis zum Dreißigjährigen Krieg in Kraft, danach wurde der Ort, im Krieg teilweise zerstört, nur noch als Marktflecken bezeichnet. Seine Entwicklung stagnierte in der Folgezeit, und die Zahl der Einwohner, die meist Ackerbürger waren, kam lange Zeit über 200 nicht hinaus.
Seit Albrecht dem Bären (1100–1170) unter brandenburgisch-preußischer Landesherrschaft, geriet Apenburg nach der Niederlage Preußens gegen Napoleon I. ab 1806 unter französische Herrschaft im Königreich Westphalen. Damit endete zugleich die Herrschaft der Familie von der Schulenburg über den Ort. Nach dem Wiener Kongress wieder zu Preußen gehörend, wurde der Ort 1818 in den Kreis Salzwedel (Regierungsbezirk Magdeburg) eingegliedert. Die Anfang des 19. Jahrhunderts beginnende Industrialisierung hatte wenig Einfluss auf Apenburg. Neben einer Branntweinbrennerei entstanden lediglich einige kleinere Fabriken und auch der Anschluss an die Eisenbahnlinie Beetzendorf – Kalbe/Milde im Jahre 1899 brachte keine weitere Expansion. 1910 lebten 1182 Menschen in Groß Apenburg.
Im Jahre 1953 entstand in der Gemeinde Apenburg die erste Landwirtschaftliche Produktionsgenossenschaft vom Typ III, die LPG „Ernst Goldenbaum“, die 1954 mit der LPG „Jenny Marx“ Apenburg-Nord zusammengeschlossen wurde. 1959 wurde die LPG Typ III mit den LPGen Apenburg-Süd und Rittleben zu einer LPG zusammengeschlossen. 1960 wird die LPG Typ I „Alte Burg“ genannt, die danach an die LPG Typ III angeschlossen wurde. Daraus entstand die LPG Tierproduktion, die 1992 in „Agrarproduktion Apenburg eG“ umgewandelt wurde.

### Neue Mühle
Der heutige Wohnplatz Neue Mühle an der Purnitz im Norden von Apenburg wird 1801 als eine Wassermühle mit einer Feuerstelle und 6 Einwohnern genannt. Sie wird als „Olle  Mölle“ anno 1300 zum ersten Mal urkundlich erwähnt, kann aber durchaus noch älter sein. Im Jahre 1951 wurde der Fachwerkaufsatz der Westseite der Mühle wegen Baufälligkeit abgebaut. 1958 erlitt der Mühlenbetreiber durch den Einsturz einer Mauer am Wasserfall einen tödlichen Unfall.

### Eingemeindungen

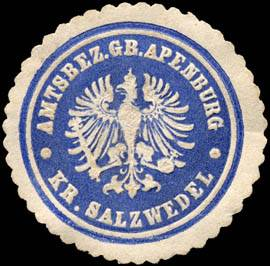
Siegelmarke Amtsbezirk Gr. Apenburg aus dem Kaiserreich – mit Preußenadler statt des späteren Wappens

Am 30. September 1928 wurde der Gutsbezirk Groß Apenburg mit der Landgemeinde Groß Apenburg vereinigt.
Die Gemeinde Apenburg wurde am 20. Juli 1950 durch den Zusammenschluss der Gemeinden Groß Apenburg und Klein Apenburg aus dem Landkreis Salzwedel gebildet. Am 25. Juli 1952 wurde die Gemeinde dem Kreis Klötze zugeordnet.
Im Jahre 1960 wurde Rittleben Ortsteil der Gemeinde.
Im Ortsteilverzeichnis des Landes Sachsen-Anhalt aus dem Jahre 2006 wurden für die damalige Gemeinde Flecken Apenburg die Gemeindeteile (Ortsteile) Flecken Apenburg, Apenburg-Nord und Rittleben aufgeführt.
Durch einen Gebietsänderungsvertrag beschlossen der Gemeinderäte vom Flecken Apenburg, der Gemeinden Altensalzwedel und Winterfeld am 23. September 2008, dass ihre Gemeinden aufgelöst und zu einer neuen Gemeinde mit dem Namen „Apenburg-Winterfeld“ vereinigt werden. Dieser Vertrag wurde vom Landkreis als unterer Kommunalaufsichtsbehörde genehmigt und trat am 1. Juli 2009 in Kraft. Die Gemeinde Apenburg führte seit dem 11. Juli 1997 den Zusatz Flecken, der auf den am 1. Juli 2009 neu gebildeten Flecken Apenburg-Winterfeld übertragen wurde.
Seit der Eingemeindung ist der Name des Ortsteils Apenburg. Seine Ausdehnung entspricht der ursprünglichen Gemeinde Groß Apenburg. Die Ortsteile der ehemaligen Gemeinde wurden der neuen Gemeinde zugeordnet.

### Einwohnerentwicklung
| Jahr               | 1722             | 1730 | 1733 | 1740 | 1750 | 1770 | 1774 | 1780 | 1790 |
| Dorf Groß Apenburg | 294 (nur Männer) | 309  | 248  | 417  | 362  | 375  | 358  | 343  | 406  |
| Jahr               | 1801             | 1818 | 1840 | 1848 | 1864 | 1871 | 1895 | 1905 | 1910 |
| Dorf Groß Apenburg | 462              | 470  | 788  | 788  | 1011 | 971  | 1083 | 1136 | 1182 |
| Jahr               | 1925             | 1939 | 1946 |      |      |      |      |      |      |
| Dorf Groß Apenburg | 1244             | 1078 | 1640 |      |      |      |      |      |      |
|                    |                  |      |      |      |      |      |      |      |      |
| Jahr               | 1789             | 1798 | 1840 | 1864 | 1871 | 1885 | 1895 | 1905 | 1910 |
| Gut Groß Apenburg  | 12               | 35   | 34   | 61   | 5    | 9    | 8    | 8    | 41   |
|                    |                  |      |      |      |      |      |      |      |      |
| Jahr               | 1964             | 1971 | 1981 | 1993 | 2006 | 2007 |      |      |      |
| Gemeinde Apenburg  | 1248             | 1202 | 1124 | 1032 | 881  | 864  |      |      |      |
|                    |                  |      |      |      |      |      |      |      |      |
| Jahr               | 2015             | 2018 | 2020 | 2021 | 2022 | 2023 |      |      |      |
| Ortsteil Apenburg  | 723              | 704  | 698  | 705  | 695  | 690  |      |      |      |

## Religion

### Evangelische Christen

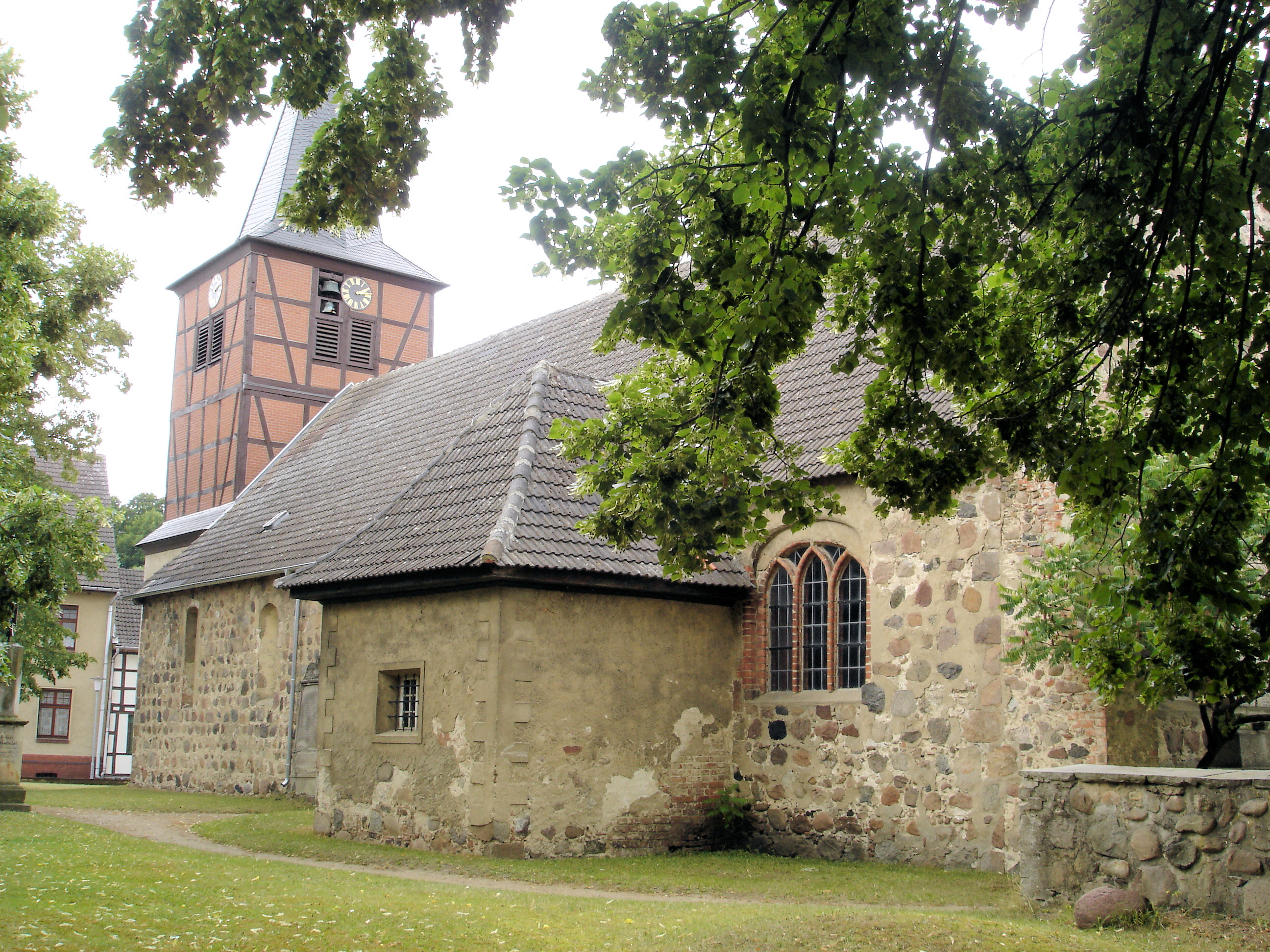
Kirche St. Johannis Baptistae

1541 wurde in Apenburg die Reformation eingeführt, so dass die Bevölkerung und die Kirche von Apenburg, das damals zum Bistum Verden gehörte, evangelisch wurden.
Die evangelische Kirchengemeinde, die früher zur Pfarrei Groß-Apenburg gehörte, wird heute betreut vom Pfarrbereich Apenburg im Kirchenkreis Salzwedel im Bischofssprengel Magdeburg der Evangelischen Kirche in Mitteldeutschland. Zur evangelischen Kirchengemeinde zählen rund 520 Gemeindemitglieder.

### Katholische Christen
Ab 1945 kamen im Zuge der Flucht und Vertreibung Deutscher aus Mittel- und Osteuropa wieder eine größere Anzahl Katholiken nach Apenburg und die umliegenden Ortschaften. Apenburg gehörte damals zur Pfarrvikarie Beetzendorf, die Apenburger Katholiken gingen dorthin zum Gottesdienst. Von Sommer 1945 an fanden katholische Gottesdienste in Apenburg statt, teils im Gasthaus Krebel, teils in der evangelischen Kirche. 1953 wurde in einem ehemaligen Möbellager eine erste Kapelle eingerichtet, am 20. September 1953 erfolgte ihre Benediktion. 1954 wurde in Apenburg eine Kuratie errichtet, zu der damals rund 600 Katholiken gehörten, und Apenburg bekam einen ortsansässigen Priester. 1956/57 wurde eine neue Kapelle, ebenfalls im ehemaligen Möbellager, eingerichtet, die vom 21. April 1957 an genutzt wurde. Die erste Kapelle wurde zu einem Gemeindesaal umgebaut. Seit August 1957 wohnt kein Priester mehr in Apenburg, von da an wurde die Kapelle von den für Beetzendorf zuständigen Priestern betreut.
Heute gehören die Katholiken in Apenburg zur Pfarrei St. Laurentius mit Sitz in Salzwedel, die nächstliegende katholische Kirche befindet sich jedoch im rund neun Kilometer entfernten Beetzendorf, das zur Pfarrei Gardelegen gehört.

## Politik

### Wappen

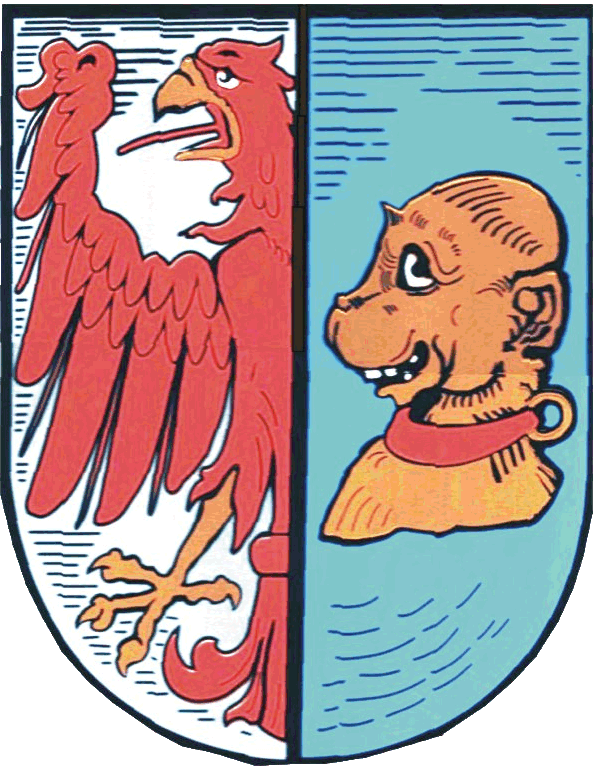
Wappen von Apenburg

Blasonierung: „Gespalten von Silber und Blau; vorn ein goldbewehrter, gezungter roter Adler am Spalt, hinten ein nach rechts gewendeter goldener Affenrumpf mit einem roten Halsband mit goldenem Ring.“

## Kultur und Sehenswürdigkeiten

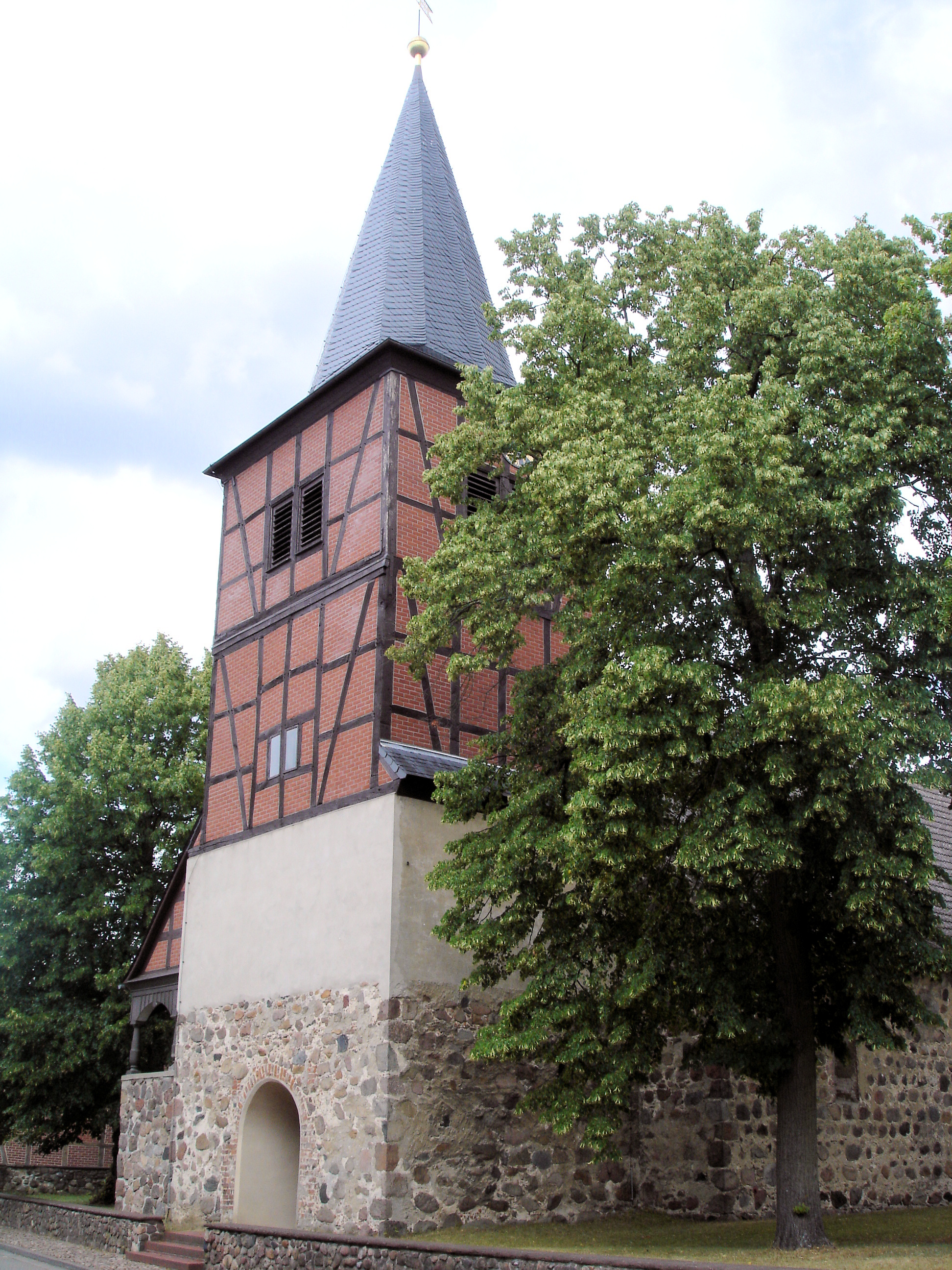
Kirche St. Johannis Baptistae

- Die Burg Apenburg steht am südlichen Ortsausgang.

### Kirche St. Johannis Baptistae
Der ursprüngliche Bau der Kirche von Apenburg wurde vermutlich zwischen 1340 und 1372 errichtet und wurde dem Schutzheiligen Johannes dem Täufer (griechisch baptistae = Täufer) geweiht. Heute besteht die Kirche aus dem ursprünglichen romanischen, rechteckigen Kirchenschiff, das aus Feldsteinen gemauert wurde, und einem Westturm, dessen Untergeschoss ebenfalls aus Feldsteinen besteht, während darüber ein zweigeschossiger Fachwerkaufsatz mit roten Ziegeln errichtet wurde. Die Fachwerkgeschosse wurden 1820 errichtet. Die hohe Turmspitze, 1825 fertiggestellt, ist achtseitig und mit Schiefer gedeckt. Die Fenster des Altarraums sind stichbogig, mit Backsteinen eingefasst und mit zwei- und dreiteiligem Maßwerk verziert. Die Fenster der Seitenwände weisen barocke Stilelement auf.
Der Innenraum des Kirchenschiffs wird von einem flachen Holztonnengewölbe abgeschlossen. An der West- und der Nordseite sind Emporen angebracht. Der von der Patronatsfamilie von der Schulenburg 1372 gestiftete Altar ist nicht mehr vorhanden, wohl aber der von Säulen flankierte Altaraufsatz von 1610 mit dem Altarbild „Der Weinberg des Herrn“. Er ist ebenso wie der achtseitige steinerne Taufstein von 1615 eine Schenkung des Dietrich von der Schulenburg und seiner Frau Catharina geb. von Veltheim. Die hölzerne mehrseitige Kanzel mit die Evangelisten darstellenden Schnitzfiguren und einem kronenförmigen Schalldeckel wurde 1710 hergestellt. Der neubarocke Orgelprospekt von 1915 nimmt die gesamte Breite der Westempore ein. Eingearbeitet ist ein kleines Prospekt aus dem 17. Jahrhundert. Die Orgel wurde von dem hannoverschen Orgelbauer Adolf Wagner in der Mitte des 19. Jahrhunderts gebaut und besitzt 18 Register und zwei Manuale. Sie wurde letztmals 1947 renoviert, ist aber seit längerem nicht mehr benutzbar. An die Patronatsfamilie von der Schulenburg erinnern in der Kirche ein Epitaph aus Holz von 1715 sowie mehrere Grabplatten aus dem 16. bis 18. Jahrhundert, darunter die des Werner von der Schulenburg († 1572) mit Relieffigur und Ahnenwappen. Ein Schulenburgwappen trägt auch das im Turm aufgestellte spätgotische Sakramentshaus mit seinem gedrehten Säulenstumpf.
Das Geläut der Kirche besteht aus drei Glocken in den Tönen f – as – b. Die älteste und kleinste Glocke wurde vermutlich in der ersten Hälfte des 14. Jahrhunderts aus Bronze gegossen. Zwei Glocken wurden im Zweiten Weltkrieg eingeschmolzen und erst 1958 durch zwei neue gusseiserne Glocken ersetzt. 1964 wurde ein elektrischer Glockenantrieb installiert.
Eine ausführliche Beschreibung von Grabsteinen und Epitaphien der Kirche wurde 1868 von Adolf Matthias Hildebrandt veröffentlicht.
Im benachbarten Klein Apenburg steht eine weitere evangelische Dorfkirche.

## Wirtschaft und Infrastruktur
Es gibt mehrere landwirtschaftliche und Handwerksbetriebe sowie ein Betonwerk und ein Bauunternehmen im Ort.

### Verkehrsanbindung
Die Bundesstraße 71 verläuft vier Kilometer östlich von Apenburg. Seit die Bahnstrecke Hohenwulsch–Wittingen stillgelegt wurde, gibt es keine Bahnanbindung mehr.

## Persönlichkeiten
- Achaz von der Schulenburg (1669–1731), preußischer Generalleutnant der Kavallerie und Amtshauptmann zu Satzig sowie Erb-, Lehn- und Gerichtsherr auf Beetzendorf und Apenburg, geboren in Apenburg
- Werner von der Schulenburg (1679–1755), dänischer Kriegsminister und Feldmarschall, geboren in Apenburg